# Gare de Saumur-Rive-Gauche
Ne doit pas être confondu avec Gare de Saumur.
La gare de Saumur-Rive-Gauche, ou Saumur-État, est une gare ferroviaire  fermée située sur la commune de Saumur, dans le département de Maine-et-Loire, en région Pays de la Loire. Elle est reconvertie en dépôt de bus.

## Situation ferroviaire
Elle est le terminus de la ligne de Nantilly à Saumur-Rive-Gauche, court embranchement ferroviaire de la ligne de Chartres à Bordeaux-Saint-Jean, et de la ligne de Cholet à Saumur du réseau du Petit Anjou.

## Histoire

### Le terminus de la ligne de Poitiers à Saumur
Un premier projet de voie ferrée d'intérêt local entre Saumur et Poitiers est lancé vers la fin du Second Empire. La Société anonyme du chemin de fer de Saumur à Poitiers est fondée le 26 novembre 1869 et le décret d'utilité publique est publié au Journal officiel le 1er mars 1872.
Le 20 juin 1872, le Conseil municipal décide d'implanter la gare au sud de la ville, dans la prairie Saint-Lazare. Le 14 mai 1874, a lieu l'inauguration officielle de la ligne entre Saumur et Poitiers,.
Mais Saumur ne dispose alors que d'une gare provisoire en bois dans le Clos-Bonnet, sur le chemin de Chaintres (actuelle rue Fricotelle). Une rampe en tranchée de 1 800 m est construite par la suite entre le Clos-Bonnet et le lieu-dit le débouché du champ de foire, entre la rue Saint-Lazare (actuelle rue Hoche) et la levée d'enceinte (actuels boulevards Louis-Renault et de la Marne). La nouvelle gare de voyageurs est inaugurée le 30 janvier 1876. Mais il s'agit d'un bâtiment en bois peinturlurée qui ne plait pas au conseil municipal qui retire la subvention qu'il avait promise.
L'exploitation est assurée par la Compagnie du chemin de fer de Poitiers à Saumur, puis après 1877 par l'administration des chemins de fer de l'État. La gare est alors nommée Saumur-État afin de la distinguer de la gare de Saumur-Orléans (actuelle gare de Saumur) gérée par la Compagnie du chemin de fer de Paris à Orléans.
La gare est reliée à la gare de Saumur-Orléans par des omnibus hippomobiles.

### Le déclin et le renouveau en tant que gare d'intérêt local (le Petit Anjou)
En 1886, l'administration des chemins de fer de l'État met en service une ligne entre Château-du-Loir et la gare de Nantilly via un viaduc sur la Loire, ce qui permet de compléter sa ligne de Paris à Bordeaux. L'ouverture de ce viaduc marginalise ainsi la gare de Saumur-État, située en cul-de-sac, au profit de la gare de la Compagnie du chemin de fer de Paris à Orléans, commune aux lignes de Chartres à Bordeaux-Saint-Jean (réseau État) et de Tours à Saint-Nazaire (réseau PO). Malgré cela, l'administration conduit un certain nombre d'aménagements qui améliorent la situation du terminus de Saumur-État.
En 1896, une ligne à voie métrique est ouverte entre Cholet et Saumur au sein du réseau du Petit Anjou. Un troisième rail est construit sur la plateforme du réseau de l'État entre la gare de Saumur-État et celle de Nantilly. La gare de Saumur-État fait terminus commun pour le Petit Anjou et le réseau de l'État. De fait, la gare est surtout utilisée par le réseau du Petit Anjou.
Un bâtiment-voyageur durable est construit en 1902 par l'administration de l'État sous les directives de M. Fouan, ingénieur en chef des voies et bâtiments. Il est constitué d'un pavillon de trois travées de deux niveaux flanqué de deux ailes latérales également à trois travées, mais plus basses.
La gare était également constituée de :
- une gare à marchandises,
- deux remises (pour locomotives et pour les voitures),
- un local de corps-de-garde et une maison de garde[4].

Un embranchement particulier permettait d'accéder à un dépôt de pétrole, ainsi qu'à l'usine de verreries annexe.
À partir du 28 février 1904, la gare est reliée par un embranchement de 1 km de voie métrique à la ligne du tramway de Saumur reliant la gare du PO à Saint-Hilaire-Saint-Florent.

### La fermeture de la gare
En 1937, la ligne du Petit Anjou est fermée. Le trafic-voyageurs ferme également sur le réseau de l'État mais le trafic fret est maintenu.
En 1938, la Compagnie du chemin de fer de Paris à Orléans et l'administration des chemins de fer de l'État fusionnent au sein de la Société nationale des chemins de fer français. La gare de Saumur-Orléans est renommée Saumur-Rive-Droite et la gare de Saumur-État devient Saumur-Rive-Gauche.
Ce n'est qu'en 2001 que la ligne de Nantilly à Saumur-Rive-Gauche est officiellement retranchée du réseau ferré national. Le décret de retranchement est abrogé en 2003, mais la ligne avait déjà été déposée,.
Le bâtiment voyageur de la gare abrite aujourd'hui le siège de Saumur agglobus.